# Везивно ткиво
Везивно ткиво, као врста ткива животиња, учествује у формирању и одржавању облика тела, повезује и окружује све органе и чини њихову унутрашњу потпорну мрежу. Веома важну компоненту овог ткива чини ванћелијски матрикс који повезује ћелије и даје им потпору.
Везивно ткиво је један од четири примарна типа животињског ткива, заједно са епителним, мишићним и нервним ткивом. Оно се развија из мезенхима, који потиче из мезодерма, средњег ембрионалног заметног слоја. Везивно ткиво се налази између других ткива свуда у телу, укључујући нервни систем. Три мождане овојнице, мембране које обавијају мозак и кичмену мождину, састоје се од везивног ткива. Већина типова везивног ткива састоји се од три главне компоненте: еластичних и колагенских влакана, основних супстанци и ћелија. Крв и лимфа се класификују као специјализована течна везивна ткива која не садрже влакна. Сви су уроњени у телесну воду. Ћелије везивног ткива укључују фибробласте, адипоците, макрофаге, мастоците и леукоците.
Термин „везивно ткиво“ (на немачком Bindegewebe) увео је Јоханес Петер Милер 1830. године. Ово ткиво је већ препознато као посебна класа у 18. веку.

## Компоненте везивног ткива
Основу свих разноликих везивних ткива чине: ћелије и ванћелијски матрикс. У екстрацелуларном матриксу се разликују: фибриларни протеини (везивна влакна), основна супстанца, аморфан део, и ткивна течност, која се у највећем проценту састоји од воде која је везана за молекуле основне супстанце. 
За разлику од епителних, ћелије везивног ткива су мање или више просторно удаљене једна од друге и између њих се налази велика количина ванћелијског матрикса. Иако удаљене ове ћелије се повезују или директно или преко ткивне течности која се налази између њих.

## Функције везивних ткива
Основне функције овог ткива могу се разврстати на:
- потпорну и заштитну — образују строму и капсуле органа;
- нутритивну улогу — покровни епители, с обзиром да су без крвних судова, хранљиве материје и кисеоник примају из крвних судова подупирућег везивног ткива;
- метаболичку улогу — у њима се могу складиштити липиди, електролити и вода;
- терморегулациону улогу — посебан тип везивног ткива, масно ткиво, представља поткожни термоизолациони слој;
- одбрамбену улогу — макрофаги и лимфоцити (одбрамбене ћелије) су активни у овом ткиву;
- улогу у зарастању рана.

## Класификација везивних ткива
Везивно ткиво се може широко класификовати на само везивно ткиво и посебно везивно ткиво.

### Право везивно ткиво
Само везивно ткиво се састоји од лабавог везивног ткива (укључујући ретикуларно везивно ткиво и масно ткиво) и густог везивног ткива (подељено на густо регуларно и густо неправилно везивно ткиво.) Лабаво и густо везивно ткиво разликује се односом основне супстанце и влакнастог ткива. Лабаво везивно ткиво има много више основне материје и релативан мањак фиброзног ткива, док је за густо везивно ткиво обрнуто. Густо правилно везивно ткиво, које се налази у структурама као што су тетиве и лигаменти, карактеришу колагенска влакна распоређена на уредно паралелан начин, дајући му затезну чврстоћу у једном правцу. Густо, неправилно везивно ткиво пружа снагу у више праваца својим густим сноповима влакана распоређених у свим правцима.

### Посебно везивно ткиво
Посебно везивно ткиво се састоји од хрскавице, костију, крви и лимфе. Друге врсте везивног ткива укључују фиброзно, еластично и лимфоидно везивно ткиво. Фиброареолно ткиво је мешавина фиброзног и ареолног ткива. Фибромускуларно ткиво се састоји од фиброзног ткива и мишићног ткива. Ново васкуларизовано везивно ткиво које се формира у процесу зарастања рана назива се гранулационо ткиво. Сви посебни типови везивног ткива укључени су као подскуп фасција у фасцијалном систему, са крвљу и лимфом класификованим као течна фасција.
Кости и хрскавица се даље могу класификовати као потпорно везивно ткиво. Крв и лимфа се такође могу категорисати као течно везивно ткиво, и течна фасција.

### Мембране
Мембране могу бити од везивног или епителског ткива. Мембране везивног ткива укључују мождане овојнице (три мембране које покривају мозак и кичмену мождину) и синовијалне мембране које облажу зглобне шупљине. Слузокоже и серозне мембране су епителне са слојем лабавог везивног ткива.

### Класификација према заступљености ћелија
Класификују се према заступљености ћелија и компоненти ванћелијског матрикса, што одређује њихову морфологију и функције, на:
1. ембрионска везивна ткива којима припадају:
- мезенхимско везивно ткиво
- слузно везивно ткиво

2. адултна везивна ткива која су подељена на:
а) везивна ткива у ужем смислу:
- неорганизована везивна ткива
- организована везивна ткива

б) потпорна везивна ткива:
- хрскавичаво ткиво
- коштано ткиво

в) везивна ткива са посебним одликама:
- хематопојетичка ткива
- крв
- масно ткиво
- пигментисано везивно ткиво

### Течна везивна ткива
Крв и лимфа су не само једина течна везивна ткива него истовремено и једина везивна ткива која не садрже влакна. Крв кружи унутар крвних судова.
Лимфа је безбојна течност, по саставу слична крвној плазми, али за разлику од ње лимфа садржи само леукоците. Циркулише кроз посебан систем канала – лимфоток. Лимфа представља посредника између крви и ткива:
- преко ње до ћелија доспевају хранљиве материје, а у њу, такође, прелазе многи производи метаболизма који се узбацују из организма.

Крви и лимфи кичмењака одговарају хидролимфа и хемолимфа бескичмењака.

### Влакнасто везивно ткиво
Влакнасто везивно ткиво чине:
- ћелије
- аморфна (без облика) међућелијска супстанца у којој су распоређена многобројна везивна влакна.

Везивне ћелије могу да буду различитог облика – неправилног, звездастог, округлог, овалног. 
Постоје две врсте везивних влакана : 
- колагена
- еластична
- ретикуларна.

Колагена влакна су чврста, дебела, савитљива али релативно нееластична и јака, док су еластична тања, разграната и еластична. 
У односу на распоред везивних влакана у ткиву разликују се два типа влакнастог везивног ткива :
1. чврсто сачињавају везивна влакна збијена у паралелне снопиће; у зависности од типа влакана разликују се:
- колагено у које се убрајају тетиве (везују мишиће за кости или мишиће међусобно ) и лигаменти (повезују кости) и
- еластично чврсто везивно ткиво изграђује различите еластичне органе у телу, као што су плућа, крвни судови и сл.;

2. растресито је најзаступљеније ткиво у телу кичмењака; налази се како у органима тако и између њих, повезујући нерве, мишиће, кости, кожу, крвне и лимфне судове; у том ткиву се нагомилавају масти (резерва енергије), пигменти и леукоцити.

### Хрскавичаво ткиво
Хрскавичаво ткиво сачињавају:
- крупне хрскавичаве ћелије:
  - хондриоцити и
  - хондриобласти и
- међућелијска маса у којој су
- влакна.

### Коштано ткиво
Коштано ткиво је изграђено од:
- коштаних ћелија: 
  - остеобласти,
  - остеоцити и
  - остеокласти и
- чврсте коштане масе (међућелијска супстанца).

Остеобласти одговарају хондриобластима хрскавичавог ткива, а остеоцити су зреле, диференциране коштане ћелије. Остеокласти разарају коштану масу и омогућавају њено непрекидно обнављање. Сва три типа ћелија учествују у расту костију у њиховом зарастању после прелома. 
Коштана маса се састоји од:
- органске материје осеина,
- колагених влакана и
- минералних материја (највише соли Ca и P).

#### Грађа кости
На површини кости налази се везивна опна — покосница. Испод ње је компактна коштана маса која према унутрашњости кости прелази у сунђерасту коштану масу. Компактна коштана маса прожета је великим бројем уздужних и попречних, међусобно повезаних каналића. Уздужни канали називају се Хаверзови канали, око њих се налазе концентрично распоређене коштане ћелије, а кроз њих пролазе крвни судови и нерви .

## Хистогенеза везивног ткива
Ова ткива су мезодермалног порекла и потичу од мезенхима (ембрионско везивно ткиво). Дао мезенхима главеног и вратног региона човека настаје од ектодерма, због чега се назива ектомезенхим.